# Pelodesis viridifera
Pelodesis viridifera är en fjärilsart som beskrevs av George Francis Hampson 1926. Pelodesis viridifera ingår i släktet Pelodesis och familjen nattflyn. Inga underarter finns listade i Catalogue of Life.